# مركب غير تام
المركب غير التام ما لا يصح السكوت عليه. وهو إما تقييدي، إن كان الثاني قيدا للأول، ك‍الحيوان الناطق‍‍، وإما غير تقييدي، كالمركب من اسم وأداة، نحو ‍في الدار‍‍، أو كلمة وأداة، نحو ‍قد قام‍‍ من ‍قد قام زيد‍‍.